# MYCLOUD
「MYCLOUD」は、日本のバンドPIERROTの、メジャーで発売された16枚目のシングル。

## 概要
- PIERROTのシングルの中でも最もストレートで攻撃的な曲の１つ。
- hideのピンクスパイダーに対する尊敬の意を込めたメッセージソングと言われている。

## 収録曲
〈CD〉
1. MYCLOUD
(作詞：キリト/作曲：キリト)
2. THE DREAM WHICH WARPED
(作詞：キリト/作曲：アイジ)

〈DVD (限定盤のみ)〉
1. MYCLOUD (PV)
(作詞：キリト/作曲：キリト)